# Sonja Mandt
Sonja Mandt (født 29. marts 1960 i Larvik, Vestfold) er en norsk politiker for Arbeiderpartiet. Hun blev valgt ind i Stortinget fra Vestfold ved valget i 2005, i 2009 og i 2013. Mandt var fylkesleder i Vestfold Arbeiderparti fra 2000 til 2014. Hun var medlem af kommunestyret i Larvik fra 1995 til 2005.
Sonja Mandt gik på Sandefjord Handelsgymnasium i årene 1976-1979, 1. afd. juridicum som privatist 1988-1989 og afd.sygepleje, Højskolen i Vestfold 1993-1995. Hun arbejdede som produktionsarbejder ved Nestlé Findus A/S 1980-1987 og som sygeplejeske ved Sygehuset i Vestfold, Larvik sygehus, fra 1995.

## Stortingskomitéer
- 2005—2013: medlem i Sundheds- og omsorgskomiteen
- 2013—2017: medlem i Familie- og kulturkomiteen

## Eksterne Henvisninger
- «Sonja Mandt». Stortinget.no.